# Retour à la vigie

Retour à la vigie est un roman de Geneviève de la Tour Fondue publié à Montréal en 1942 aux Éditions Beauchemin,.

## Synopsis
À la fin des années 1930, un groupe de sept étudiants bourgeois vivent des aventures dramatique à Paris et sur la côte méditerranéenne. Marquées par une certaine insouciance, leurs relations changent avec la montée de la menace hitlérienne en Europe.
L’ouvrage a fait l’objet de nombreuses critiques au moment de sa parution et d'une notice dans le Dictionnaire des œuvres littéraires du Québec en 1980.

## Critiques

### Léonce Cantin.Dictionnaire des œuvres littéraires du Québec
« La maîtrise du style et le choix de personnages intellectuels expliquent l'emploi d'une langue relevée et les considérations d'ordre philosophique. Le riche vocabulaire alimente les descriptions détaillées auxquelles s'entremêlent souvent des réminiscences livresques et des sentences bien frappées. L'amour contrarié, les séparations, la fatalité donnent à la vision souvent romantique de l'auteur un aspect pathétique. Enfin, l'étude psychologique de ces personnages marqués par la « destinée » prime toujours sur l'action », écrit Léonce Cantin dans sa notice du Dictionnaire des œuvres littéraires du Québec. 

### Claude Lussier.Le Quartier latin
« (…) Ce n’est pas un grand roman. À le lire on n’a pas ce frisson que procure le contact avec l’œuvre d’art dans son éternelle perfection. Mais c’est là une œuvre de ferveur et d’amour, écrite parfois avec la maladresse de la jeunesse mais aussi avec l’enthousiasme et l’intensité de vie que l’on reconnaît à la jeune génération. Par son Retour, par l’esprit dont elle a su l’animer, Geneviève de la Tour Fondue est certainement des nôtres. (…) Il n’y a que des étudiants dans ce livre, des étudiants qui se débattent confusément pour demeurer dignes à leurs propres yeux de la mission dont ils se voient investis, alors que tout autour d’eux est remis en question. D’avoir traversé la tourmente qui laisse derrière elle ce tragique mois de juin 1940, ils sortiront purifiés, dépouillés de leur intransigeance, de leur égoïsme d’enfants hyper-sensibles. C’est, je crois, cette belle richesse humaine qui donne à Retour à la vigie son sens profond. (…) Retour à la vigie est un livre qui tient bien sa place. L’auteur n’a pas à regretter de l’avoir écrit et personne ne regrettera de l’avoir lu. On ne peut pas dire ça de tous les livres, ni de tous les romans », écrit Claude Lussier, dans Le Quartier latin de 1942.

### Jean Cusson.Amérique française
Geneviève de la Tour Fondue nous apporte donc un témoignage qui nous manquait et à l'impartialité duquel il fait plaisir de rendre hommage. Elle réussit à nous attacher à chacun des sympathiques héros de son roman. Avec tact, elle fait ressortir la générosité et l'équilibre de leurs réactions devant les événements encore récents qui se sont précipités en France jusqu'à l'armistice. À ce propos, il faut louer la maîtrise avec laquelle son récit entremêle le fictif et le réel, l'intrigue romanesque et l'actualité contemporaine, écrit Jean Cusson dans la revue littéraire Amérique française de 1943.

### La Patrie
« Retour à la vigie est un roman à lire. En face de l’inquiétude actuelle, il apporte un magnifique témoignage sur la valeur de la jeunesse française et une étude profonde des sentiments et réactions de la génération qui rebâtira la France de demain. Pendant ses études à la Sorbonne, l’auteur a pu aborder les milieux sociaux les plus divers et pénétrer l’esprit qui les anime », écrit le journal La Patrie de novembre 1942.